# Wilhelminaboom (Paramaribo)
De Wilhelminaboom op het Onafhankelijkheidsplein in Paramaribo, Suriname, is een cederboom die op 31 augustus 1898 geplant werd ter viering van de troonsbestijging van koningin Wilhelmina. De Wilhelminaboom is op de gedenksteen voor dominee G.C. Steijnis na (onthuld in 1892) het oudste gedenkteken van Paramaribo dat nog bestaat. Samen zijn ze de enige twee uit de 19e eeuw. Een dergelijke boom wordt ook wel Oranjeboom genoemd.
De boom werd geplant door de dochter van Warmolt Tonckens, die op dat moment de gouverneur van Suriname was. Ze gebruikte hiervoor een oranje met rood, wit en blauw versierde schop. Nadat ze de boom geplant had, riep ze luid: Lang leven de koningin! Hierna gaf de gouverneur een toespraak die overstemd werd door de menigte. Vervolgens speelde de militaire kapel het toenmalige volkslied van het koninkrijk, Wien Neêrlands bloed, en sloot een klein concert af met tot slot het Wilhelmus. De boom werd vele decennia omringd door een sierlijk hekwerk dat was gemaakt door de opzichter van het Bouwdepartement, A.P.J. Heidweiler. Later is het hek verdwenen.
Rondom de troonsbestijging waren een week lang feestelijkheden en activiteiten georganiseerd, zoals de dag ervoor een taptoe door de stad door tamboers en muziekkorpsen met fakkels en lampions. Om vijf uur in de ochtend erna luidden de klokken van de kathedraal van Paramaribo minutenlang en overdag hield de gouverneur een audiëntie met aansluitend een parade. Op het terrein van Buiten-Sociëteit Het Park werd een matinee druk bezocht. Op het plein zelf werden allerlei volksspelen georganiseerd. De afsluiting vond op donderdag 8 september plaats met een vuurwerkshow.
Feitelijk liet de inhuldiging in Nederland nog enkele dagen op zich wachten, want die gebeurde een week na Wilhelmina's achttiende verjaardag, de 31e augustus 1898. Koning Willem III, haar vader, overleed in 1890 toen Wilhelmina nog niet volwassen was. Haar moeder, Emma, nam in deze jaren voor haar waar als regentes. Op 5 september maakte ze met Emma een feestelijke ronde door Amsterdam en de dag erna liep ze aan het eind van de ochtend van het Paleis op de Dam naar de ernaast gelegen Nieuwe Kerk waar ze ceremonieel werd ingehuldigd.